# Distrito electoral de South Jacksonville n.º 3
South Jacksonville No. 3 (en inglés: South Jacksonville No. 3 Precinct) es un distrito electoral ubicado en el condado de Morgan en el estado estadounidense de Illinois. En el Censo de 2010 tenía una población de 1023 habitantes y una densidad poblacional de 1.172,05 personas por km².

## Geografía
South Jacksonville No. 3 se encuentra ubicado en las coordenadas 39°42′46″N 90°14′26″O / 39.71278, -90.24056. Según la Oficina del Censo de los Estados Unidos, South Jacksonville No. 3 tiene una superficie total de 0.87 km², de la cual 0.87 km² corresponden a tierra firme y (0%) 0 km² es agua.

## Demografía
Según el censo de 2010, había 1023 personas residiendo en South Jacksonville No. 3. La densidad de población era de 1.172,05 hab./km². De los 1023 habitantes, South Jacksonville No. 3 estaba compuesto por el 97.07% blancos, el 1.27% eran afroamericanos, el 0.29% eran amerindios, el 0.78% eran asiáticos, el 0% eran isleños del Pacífico, el 0.29% eran de otras razas y el 0.29% pertenecían a dos o más razas. Del total de la población el 0.98% eran hispanos o latinos de cualquier raza.